# JTBC 뉴스 생생투데이
《JTBC 뉴스 생생투데이》는 대한민국에서 평일 오후 3시 40분에 텔레비전으로 방송하는 JTBC의 주중 낮 뉴스 프로그램이다.

## 그 외 JTBC 뉴스 프로그램
- JTBC 뉴스전망대
- JTBC 뉴스 정오의 현장
- 대통령의 자격
- JTBC 뉴스 이브닝
- JTBC 뉴스 10
- JTBC 주말뉴스